# Lista de episódios de Noobees
Noobees é uma novela juvenil de Nickelodeon.

## Resumo
| Temporada | Temporada | Episódios | Episódios | Exibição Original      | Exibição Original     | Exibição no Brasil     | Exibição no Brasil  |
| Temporada | Temporada | Episódios | Episódios | Estreia                | Final                 | Estreia                | Final               |
| --------- | --------- | --------- | --------- | ---------------------- | --------------------- | ---------------------- | ------------------- |
|           | 1         | 60        | 60        | 17 de setembro de 2018 | 7 de dezembro de 2018 | 4 de fevereiro de 2019 | 26 de abril de 2019 |
|           | 2         | 60        | 30        | 2 de março de 2020     | 10 de abril de 2020   | 2 de março de 2020     | 10 de abril de 2020 |
|           | 2         | 60        | 30        | 22 de junho de 2020    | 31 de julho de 2020   | 22 de junho de 2020    | 31 de julho de 2020 |

## Episódios

### 1.ª temporada (2018)
ù
| N.º na série | N.º na temp. | Título                        | Exibição na América Latina | Exibição No Brasil      |
| ------------ | ------------ | ----------------------------- | -------------------------- | ----------------------- |
| 1            | 1            | "Gamer por Necessidade"       | 17 de setembro de 2018     | 4 de fevereiro de 2019  |
| 2            | 2            | "Novata em Apuros"            | 18 de setembro de 2018     | 5 de fevereiro de 2019  |
| 3            | 3            | "Amigos e Rivais"             | 19 de setembro de 2018     | 6 de fevereiro de 2019  |
| 4            | 4            | "Em Busca do Treinador"       | 20 de setembro de 2018     | 7 de fevereiro de 2019  |
| 5            | 5            | "A Primeira Partida"          | 21 de setembro de 2018     | 8 de fevereiro de 2019  |
| 6            | 6            | "Silvia ao Quadrado"          | 24 de setembro de 2018     | 11 de fevereiro de 2019 |
| 7            | 7            | "O Aniversário do Matt"       | 25 de setembro de 2018     | 12 de fevereiro de 2019 |
| 8            | 8            | "Sou um Avatar?"              | 26 de setembro de 2018     | 13 de fevereiro de 2019 |
| 9            | 9            | "Um Dia Muito Longo"          | 27 de setembro de 2018     | 14 de fevereiro de 2019 |
| 10           | 10           | "Castigados"                  | 28 de setembro de 2018     | 15 de fevereiro de 2019 |
| 11           | 11           | "Em Busca da Jóia"            | 1 de outubro de 2018       | 18 de fevereiro de 2019 |
| 12           | 12           | "O Plano de Ruth"             | 2 de outubro de 2018       | 19 de fevereiro de 2019 |
| 13           | 13           | "Hiper Pisada na Bola"        | 3 de outubro de 2018       | 20 de fevereiro de 2019 |
| 14           | 14           | "A USB do Oritzó"             | 4 de outubro de 2018       | 21 de fevereiro de 2019 |
| 15           | 15           | "A Lenda do Mystery Team"     | 5 de outubro de 2018       | 22 de fevereiro de 2019 |
| 16           | 16           | "Beijo Virtual"               | 8 de outubro de 2018       | 25 de fevereiro de 2019 |
| 17           | 17           | "Tudo por um Mod"             | 9 de outubro de 2018       | 26 de fevereiro de 2019 |
| 18           | 18           | "Silvia VS. Ruth"             | 10 de outubro de 2018      | 27 de fevereiro de 2019 |
| 19           | 19           | "Cosplayer ou Gamer"          | 11 de outubro de 2018      | 28 de fevereiro de 2019 |
| 20           | 20           | "Um Novo Poder"               | 12 de outubro de 2018      | 1 de março de 2019      |
| 21           | 21           | "A Melhor Dupla de Gamers"    | 15 de outubro de 2018      | 4 de março de 2019      |
| 22           | 22           | "O Jogador Destacado"         | 16 de outubro de 2018      | 5 de março de 2019      |
| 23           | 23           | "Missão: Desipnotizar Você"   | 17 de outubro de 2018      | 6 de março de 2019      |
| 24           | 24           | "Um Truque Tecnomágico"       | 18 de outubro de 2018      | 7 de março de 2019      |
| 25           | 25           | "A Confissão"                 | 19 de outubro de 2018      | 8 de março de 2019      |
| 26           | 26           | "O Primeiro Encontro"         | 22 de outubro de 2018      | 11 de março de 2019     |
| 27           | 27           | "Treinador Particular"        | 23 de outubro de 2018      | 12 de março de 2019     |
| 28           | 28           | "A Grande Partida"            | 24 de outubro de 2018      | 13 de março de 2019     |
| 29           | 29           | "A Garota Invisível"          | 25 de outubro de 2018      | 14 de março de 2019     |
| 30           | 30           | "Pai, Eu Sou um Avatar"       | 26 de outubro de 2018      | 15 de março de 2019     |
| 31           | 31           | "O Segredo dos Poderes"       | 29 de outubro de 2018      | 18 de março de 2019     |
| 32           | 32           | "O Segredo do Disco"          | 30 de outubro de 2018      | 19 de março de 2019     |
| 33           | 33           | "Noobees VS. Rockers"         | 31 de outubro de 2018      | 20 de março de 2019     |
| 34           | 34           | "O Baile"                     | 1 de novembro de 2018      | 21 de março de 2019     |
| 35           | 35           | "O Segredo do Quinto Poder"   | 2 de novembro de 2018      | 22 de março de 2019     |
| 36           | 36           | "Mateo está Vivo"             | 5 de novembro de 2018      | 25 de março de 2019     |
| 37           | 37           | "O Olho de Zigorisko"         | 6 de novembro de 2018      | 26 de março de 2019     |
| 38           | 38           | "O Melhor Cosplayer"          | 7 de novembro de 2018      | 27 de março de 2019     |
| 39           | 39           | "O Duelo"                     | 8 de novembro de 2018      | 28 de março de 2019     |
| 40           | 40           | "Procurando no Museu"         | 9 de novembro de 2018      | 29 de março de 2019     |
| 41           | 41           | "Temporada de Transferências" | 12 de novembro de 2018     | 1 de abril de 2019      |
| 42           | 42           | "Operação Cupido"             | 13 de novembro de 2018     | 2 de abril de 2019      |
| 43           | 43           | "David Fora dos Rockers?"     | 14 de novembro de 2018     | 3 de abril de 2019      |
| 44           | 44           | "Segredos Descobertos"        | 15 de novembro de 2018     | 4 de abril de 2019      |
| 45           | 45           | "Só um Mês"                   | 16 de novembro de 2018     | 5 de abril de 2019      |
| 46           | 46           | "O Fone 2.0"                  | 19 de novembro de 2018     | 8 de abril de 2019      |
| 47           | 47           | "Matt, Um Novo Avatar"        | 20 de novembro de 2018     | 9 de abril de 2019      |
| 48           | 48           | "Os Poderes de Matt"          | 21 de novembro de 2018     | 10 de abril de 2019     |
| 49           | 49           | "Avatar vs. Avatar"           | 22 de novembro de 2018     | 11 de abril de 2019     |
| 50           | 50           | "A Um Passo de Lost City"     | 23 de novembro de 2018     | 12 de abril de 2019     |
| 51           | 51           | "A Decisão de Matt"           | 26 de novembro de 2018     | 15 de abril de 2019     |
| 52           | 52           | "A Voz de Pixie"              | 27 de novembro de 2018     | 16 de abril de 2019     |
| 53           | 53           | "Coordenadas"                 | 28 de novembro de 2018     | 17 de abril de 2019     |
| 54           | 54           | "Os Filhos de Zigorisko"      | 29 de novembro de 2018     | 18 de abril de 2019     |
| 55           | 55           | "A Revelação de Zigorisko"    | 30 de novembro de 2018     | 19 de abril de 2019     |
| 56           | 56           | "O Tempo está Acabando"       | 3 de dezembro de 2018      | 22 de abril de 2019     |
| 57           | 57           | "David vs. Helen"             | 4 de dezembro de 2018      | 23 de abril de 2019     |
| 58           | 58           | "Onde está Pixie?"            | 5 de dezembro de 2018      | 24 de abril de 2019     |
| 59           | 59           | "Conexão"                     | 6 de dezembro de 2018      | 25 de abril de 2019     |
| 60           | 60           | "A Última Partida"            | 7 de dezembro de 2018      | 26 de abril de 2019     |

### 2.ª temporada (2020)
| Parte 1 |    |                                         |                                                       |                                                       |
| 61      | 1  | "Avatar City e o Começo do Fim"         | 28 de fevereiro de 2020 (NickPlay) 2 de março de 2020 | 28 de fevereiro de 2020 (NickPlay) 2 de março de 2020 |
| 62      | 2  | "A Nova Rocker"                         | 3 de março de 2020                                    | 3 de março de 2020                                    |
| 63      | 3  | "E Começa o Jogo"                       | 4 de março de 2020                                    | 4 de março de 2020                                    |
| 64      | 4  | "Mundos Desconhecidos"                  | 5 de março de 2020                                    | 5 de março de 2020                                    |
| 65      | 5  | "Uma Festa e Um Beijo"                  | 6 de março de 2020                                    | 6 de março de 2020                                    |
| 66      | 6  | "Avatares em Perigo"                    | 9 de março de 2020                                    | 9 de março de 2020                                    |
| 67      | 7  | "Clones Rebeldes"                       | 10 de março de 2020                                   | 10 de março de 2020                                   |
| 68      | 8  | "Rivais e Inimigos"                     | 11 de março de 2020                                   | 11 de março de 2020                                   |
| 69      | 9  | "Perigo, Vírus"                         | 12 de março de 2020                                   | 12 de março de 2020                                   |
| 70      | 10 | "Erro de Carga"                         | 13 de março de 2020                                   | 13 de março de 2020                                   |
| 71      | 11 | "Greve dos Avatares"                    | 16 de março de 2020                                   | 16 de março de 2020                                   |
| 72      | 12 | "Ruth...um Avatar?"                     | 17 de março de 2020                                   | 17 de março de 2020                                   |
| 73      | 13 | "Vencer ou Vencer"                      | 18 de março de 2020                                   | 18 de março de 2020                                   |
| 74      | 14 | "S.O.S. Pais"                           | 19 de março de 2020                                   | 19 de março de 2020                                   |
| 75      | 15 | "Problemas de Transporte"               | 20 de março de 2020                                   | 20 de março de 2020                                   |
| 76      | 16 | "Maldade, Maldade, Maldade"             | 23 de março de 2020                                   | 23 de março de 2020                                   |
| 77      | 17 | "Dia dos Namorados"                     | 24 de março de 2020                                   | 24 de março de 2020                                   |
| 78      | 18 | "Recordações, Mentiras e Avatares"      | 25 de março de 2020                                   | 25 de março de 2020                                   |
| 79      | 19 | "É Proibido Hipnotizar a Silvia"        | 26 de março de 2020                                   | 26 de março de 2020                                   |
| 80      | 20 | "O Final dos Avatares"                  | 27 de março de 2020                                   | 27 de março de 2020                                   |
| 81      | 21 | "Avatares em Observação"                | 30 de março de 2020                                   | 30 de março de 2020                                   |
| 82      | 22 | "Irmãos Unidos ou Desunidos"            | 31 de março de 2020                                   | 31 de março de 2020                                   |
| 83      | 23 | "Adeus, Rocco"                          | 1 de abril de 2020                                    | 1 de abril de 2020                                    |
| 84      | 24 | "Problemas, Problemas e Mais Problemas" | 2 de abril de 2020                                    | 2 de abril de 2020                                    |
| 85      | 25 | "Hipnose Para Todos"                    | 3 de abril de 2020                                    | 3 de abril de 2020                                    |
| 86      | 26 | "Athina, Desparecida Em Combate"        | 6 de abril de 2020                                    | 6 de abril de 2020                                    |
| 87      | 27 | "Os Noobees Tem Que Perder"             | 7 de abril de 2020                                    | 7 de abril de 2020                                    |
| 88      | 28 | "A Volta Dos Poderes"                   | 8 de abril de 2020                                    | 8 de abril de 2020                                    |
| 89      | 29 | "Uma Volta Inesperada"                  | 9 de abril de 2020                                    | 9 de abril de 2020                                    |
| 90      | 30 | "O Segredo"                             | 10 de abril de 2020                                   | 10 de abril de 2020                                   |
| Parte 2 |    |                                         |                                                       |                                                       |
| 91      | 31 | "A Renúncia"                            | 19 de junho de 2020 (Nick Play) 22 de junho de 2020   | 19 de junho de 2020 (Nick Play) 22 de junho de 2020   |
| 92      | 32 | "Ruth Em Ação"                          | 23 de junho de 2020                                   | 23 de junho de 2020                                   |
| 93      | 33 | "O Retorno De Laura"                    | 24 de junho de 2020                                   | 24 de junho de 2020                                   |
| 94      | 34 | "Namoros Inesperados"                   | 25 de junho de 2020                                   | 25 de junho de 2020                                   |
| 95      | 35 | "Quem Hipnotizou David?"                | 26 de junho de 2020                                   | 26 de junho de 2020                                   |
| 96      | 36 | "A Vingança Da Ruth"                    | 29 de junho de 2020                                   | 29 de junho de 2020                                   |
| 97      | 37 | "O Mundo É Dos Avatares"                | 30 de junho de 2020                                   | 30 de junho de 2020                                   |
| 98      | 38 | "Os Fones Do Mateo"                     | 1 de julho de 2020                                    | 1 de julho de 2020                                    |
| 99      | 39 | "Os Caminhos De Íris"                   | 2 de julho de 2020                                    | 2 de julho de 2020                                    |
| 100     | 40 | "Íris Versus Laberinto"                 | 3 de julho de 2020                                    | 3 de julho de 2020                                    |
| 101     | 41 | "Quem É Ruth?"                          | 6 de julho de 2020                                    | 6 de julho de 2020                                    |
| 102     | 42 | "Um Plano Avatárico Ruthizado"          | 7 de julho de 2020                                    | 7 de julho de 2020                                    |
| 103     | 43 | "O Experimento"                         | 8 de julho de 2020                                    | 8 de julho de 2020                                    |
| 104     | 44 | "Ruth É Silvia"                         | 9 de julho de 2020                                    | 9 de julho de 2020                                    |
| 105     | 45 | "O Dom Da Destruição"                   | 10 de julho de 2020                                   | 10 de julho de 2020                                   |
| 106     | 46 | "A Destruição"                          | 13 de julho de 2020                                   | 13 de julho de 2020                                   |
| 107     | 47 | "Silvia E Toda A Verdade"               | 14 de julho de 2020                                   | 14 de julho de 2020                                   |
| 108     | 48 | "O Pacto Da Silvia"                     | 15 de julho de 2020                                   | 15 de julho de 2020                                   |
| 109     | 49 | "Uma Nova Silvia"                       | 16 de julho de 2020                                   | 16 de julho de 2020                                   |
| 110     | 50 | "Silvix vs Ruthílica"                   | 17 de julho de 2020                                   | 17 de julho de 2020                                   |
| 111     | 51 | "Quem É Silvia?"                        | 20 de julho de 2020                                   | 20 de julho de 2020                                   |
| 112     | 52 | "David E A Revelação"                   | 21 de julho de 2020                                   | 21 de julho de 2020                                   |
| 113     | 53 | "Todos Contra Silvix"                   | 22 de julho de 2020                                   | 22 de julho de 2020                                   |
| 114     | 54 | "O Plano Da Silvia"                     | 23 de julho de 2020                                   | 23 de julho de 2020                                   |
| 115     | 55 | "A Libertação"                          | 24 de julho de 2020                                   | 24 de julho de 2020                                   |
| 116     | 56 | "Um Vírus Perigoso"                     | 27 de julho de 2020                                   | 27 de julho de 2020                                   |
| 117     | 57 | "Caminho A Semifinal"                   | 28 de julho de 2020                                   | 28 de julho de 2020                                   |
| 118     | 58 | "O Princípio Do Fim"                    | 29 de julho de 2020                                   | 29 de julho de 2020                                   |
| 119     | 59 | "Quem É David?"                         | 30 de julho de 2020                                   | 30 de julho de 2020                                   |
| 120     | 60 | "Gamers Unidos"                         | 31 de julho de 2020                                   | 31 de julho de 2020                                   |